# Bidasoa
Bidasoa (spansk og baskisk) eller Bidassoa (fransk) er en flod i Spanien. Bidasoa udspringer i Navarra og løber overvejende i nordvestlig retning før den udmunder i Biscayabugten. Floden er 66 km lang og har et afvandingsområde på 705 km². De sidste 24 km før udløbet danner floden grænse mellem Spanien og Frankrig.
I floden ligger Fasanøen som er et kondominat mellem Spanien og Frankrig.